# Derek Brown
Derek Vernon Brown (Fairfax, 31 marzo 1970) è un ex giocatore di football americano statunitense che ha giocato nel ruolo di tight end nella National Football League (NFL).

## Biografia
Dopo avere giocato a football al college a Notre Dame, Brown fu scelto come 14º assoluto nel Draft NFL 1992 dai New York Giants. Nella sua stagione da rookie fece registrare 4 ricezioni per 31 yard. Fu scelto dai neonati Jacksonville Jaguars nel draft di espansione del 1995 ma perse tutta quella stagione per un colpo subito da Tim Hauck dei Denver Broncos in una gara di pre-stagione che gli provocò danni alle costole, a un polmone, al fegato e alla milza. Tornò in campo l'anno seguente dove disputò la sua miglior stagione, ricevendo 17 passaggi per 141 yard. Disputò gli ultimi anni della carriera con gli Arizona Cardinals (1997) e gli Oakland Raiders (1998). Nel 2008, ESPN lo ha nominato la 18ª peggiore scelta nel draft di tutti i tempi.

## Statistiche
| Ricezioni     | 43  |
| Yard ricevute | 401 |
| Touchdown     | 1   |